# Drift (2023)
Drift (dt.: „Treiben“) ist ein Spielfilm von Anthony Chen aus dem Jahr 2023. Es handelt sich bei dem Flüchtlingsdrama um eine Verfilmung des Romans Die Gestrandete von Alexander Maksik. Die Hauptrolle einer jungen Flüchtlingsfrau, die auf einer Insel strandet und ums Überleben kämpfen muss, übernahm Cynthia Erivo.
Die Premiere der europäischen Koproduktion zwischen Frankreich, dem Vereinigten Königreich und Griechenland erfolgte im Januar 2023 beim 39. Sundance Film Festival.

## Handlung

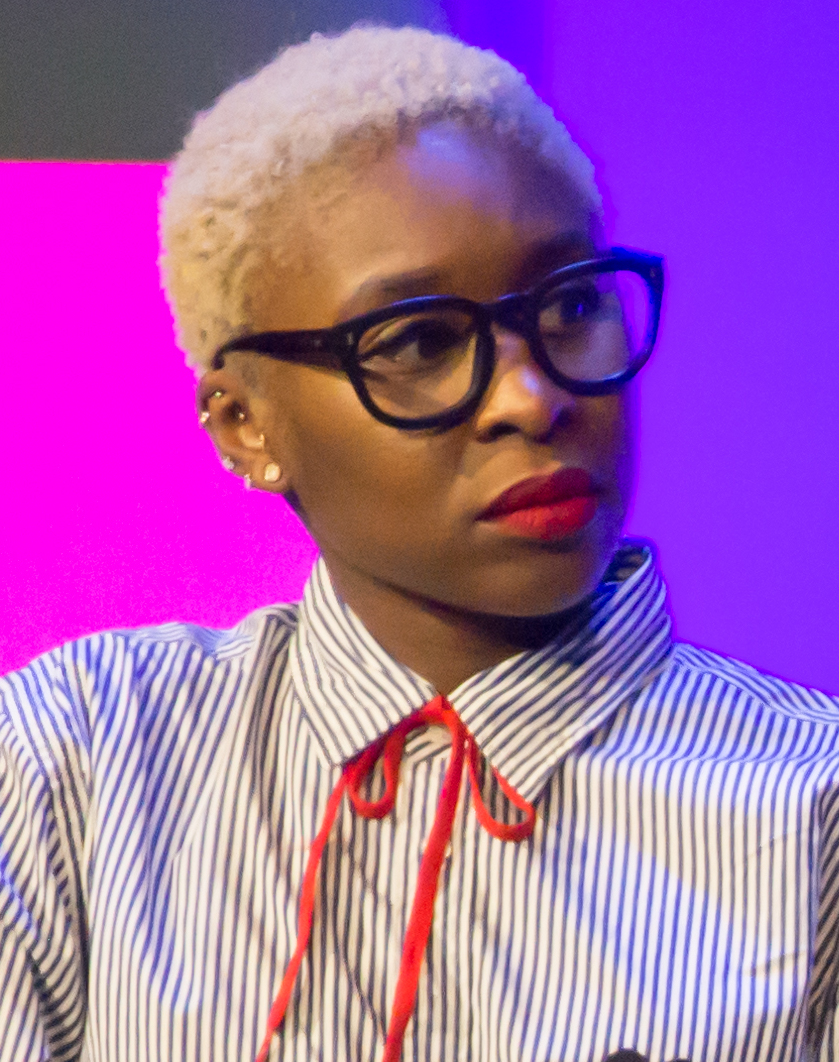
Cynthia Erivo, Hauptdarstellerin und Koproduzentin des Films

Jacqueline stammt aus Liberia. Dort war sie die wohlhabende Tochter eines Loyalisten der Regierung und führte ein komfortables Leben. Nachdem der Bürgerkrieg ihr Heimatland zerrüttet hatte, flüchtete sie in Richtung Europa. Jacqueline gelangte auf eine griechische Insel, wo sie täglich ums Überleben kämpft. Sie gibt Touristen am Strand Fußmassagen, stiehlt Essen und haust in Höhlen oder verlassenen Gebäuden. Jeden Abend wird sie von Erinnerungen an ihre Heimat und den gewaltsamen Aufstand, der sie zur Flucht trieb, heimgesucht. Als sie eines Tages Callie, eine einsame amerikanische Reiseleiterin, kennenlernt, versucht Jacqueline eine Freundschaft zu ihr aufzubauen.

## Rezeption

### Veröffentlichung
Die Uraufführung von Drift fand am 22. Januar 2023 beim Sundance Film Festival in der Sektion Premieres statt. Im April 2023 sicherte sich Utopia die Rechte, den Film in den USA zu veröffentlichen.

### Kritiken
Auf der Website Rotten Tomatoes empfahlen bisher 64 Prozent der dort gelisteten über 20 professionellen Kritiker Drift weiter. Dies führte zu einer Durchschnittswertung von 5,8 von 10 möglichen Punkten.

### Auszeichnungen
Drift wurde für mehrere Film- und Festivalpreise nominiert:
| Festival / Filmpreis                   | Kategorie                                | Resultat  | Preisträger/ Nominierte |
| -------------------------------------- | ---------------------------------------- | --------- | ----------------------- |
| British Independent Film Awards 2023   | Beste Nebenrolle                         | Nominiert | Alia Shawkat            |
| Filmfestival von Nashville 2023        | Großer Preis der Jury – Bester Spielfilm | Nominiert | Anthony Chen            |
| Filmfestival von La Roche-sur-Yon 2023 | Bester Film                              | Nominiert | Anthony Chen            |